# Théodose (Hanna)
Pour les articles homonymes, voir Théodose.
Théodose (Hanna) de Sebastée (né en 1965) est l'archevêque de Sebastée du patriarcat grec orthodoxe de Jérusalem. Il est souvent nommé dans les sources d'information occidentales comme Atallah Hanna, Atallah et Théodose signifient tous deux "don de Dieu" en arabe et en grec, respectivement. Théodose, qui a été ordonné le 24 décembre 2005 à l'église du Saint-Sépulcre, est le deuxième Palestinien à occuper le poste d'archevêque dans l'histoire du diocèse.

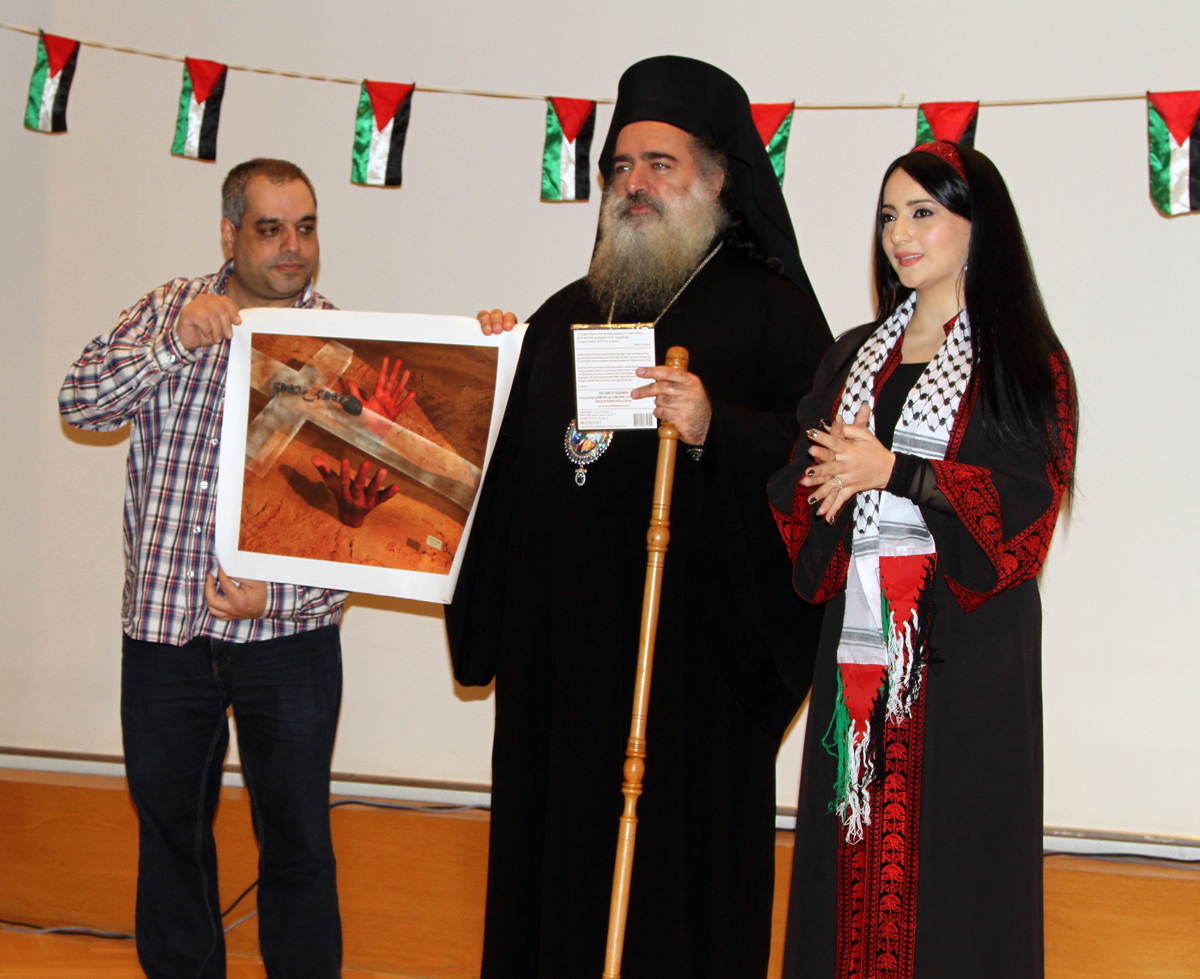
Le cinéaste et artiste palestinien Hisham Zreiq rend hommage à l'archevêque de Sebastée Théodose (Atallah Hanna) et au chanteur palestinien Manl Mousa en offrant à chacun d'eux une de ses œuvres lors de la célébration de la Journée de la Terre palestinienne à Dortmund, en Allemagne.

## Naissance; éducation
L'archevêque Théodose est né Nizar Hanna de parents orthodoxes dans le village de Rameh, région de la Haute Galilée au nord d'Israël.
L'archevêque Théodose a étudié le grec à Jérusalem, poursuivant ses études en Grèce où il a obtenu sa maîtrise en théologie de l'école de théologie de l'Université de Thessalonique en 1991.

## Carrière ecclésiastique
Cette même année 1991, Nizar Hanna retourne à Jérusalem, où il est tonsuré moine sous le nom de Théodose et reçoit l'ordination de diacre. Toujours en 1991, il est élu membre de la Confrérie du Saint-Sépulcre . En 1992, Théodose a été ordonné prêtre à l'église du Saint-Sépulcre. Quelques jours plus tard, il est élevé au rang d'archimandrite et chargé de la section arabe du Patriarcat,.
Actif dans la vie publique, il a été porte-parole et directeur du Département arabe du Patriarcat, a enseigné dans les écoles locales et donné des conférences sur le christianisme au Collège des enseignants arabes de Haïfa. Pour son dévouement au ministère en Terre Sainte, Théodose a reçu un doctorat honorifique en théologie de l'Institut théologique de Sofia en Bulgarie.
En 2001, Théodose a été nommé par feu le patriarche Diodore pour servir de porte-parole officiel du patriarcat grec orthodoxe à Jérusalem
.
En 2005, après la déposition du patriarche Irénée et son remplacement par le patriarche Théophile III, Théodose est ordonné archevêque de Sébastée.

## Positions politiques et réponse des autorités
Théodose a acquis une renommée pour son activisme politique de haut niveau, sa dénonciation franche de l'occupation, et son accent sur l'importance de l'identité palestinienne - des positions qui l'ont rendu populaire auprès des Arabes et impopulaire auprès des autorités israéliennes. Avant d'être ordonné archevêque, Théodose a été arrêté, détenu et interrogé plus d'une fois par les autorités israéliennes sous diverses allégations d'« incitation à la rébellion ».
Théodose a été membre du Comité consultatif constitutionnel qui a travaillé sur le troisième projet de constitution palestinienne de mars 2003 et a reçu le prix de Jérusalem du ministère de la Culture de l'Autorité nationale palestinienne en 2004. Il est également l'un des auteurs du document Kairos Palestine avec le patriarche Michel Sabbah, Naim Ateeq, Rifat Odeh Kassis, Nora Qort et d'autres.

### Pendant la deuxième Intifada
Théodose représente le patriarche grec orthodoxe de Jérusalem Diodore dans le cadre d'une délégation œcuménique palestinienne invitée par le Conseil œcuménique des Églises à présenter devant la Commission des droits de l'homme des Nations unies. Au siège du COE à Genève, le 19 octobre 2000, il a déclaré que les chrétiens palestiniens « souffrent, parce qu'ils sont palestiniens et qu'ils veulent rester dans leur patrie en Palestine ». Théodose accuse également Israël de pratiquer « le nettoyage ethnique contre les Arabes, musulmans et chrétiens. Tout le monde pense qu'il y a un conflit entre Arabes et Israéliens. Ce n'est pas un conflit entre Arabes et Israéliens, mais une occupation par Israël ». Il appele toutes les églises du COE à organiser une prière spéciale pour le peuple palestinien et a déclaré qu'il « devrait jouir de tous les droits de toute autre nation ... et devrait jouir de son indépendance dans son propre État, dont la capitale est Jérusalem ».
L'année suivante, le 10 octobre 2001, Théodose participe avec d'autres dirigeants chrétiens et musulmans à une marche de Jérusalem au poste de contrôle de Bethléem pour protester contre les attaques israéliennes contre des sites religieux. Théodose explique que « nous avons l'intention de mener des prières spéciales à l'intérieur de l'église de la Nativité pour le bien de nos martyrs ».
Plus tard ce mois-là, Théodose envoie un message à la Commission des droits de l'homme des Nations Unies appelant à « une intervention immédiate et rapide » des Nations Unies « pour sauver le peuple palestinien des terribles massacres perpétrés par les forces d'occupation ». Il appelle également la Commission à faire pression sur Israël pour qu'il lève son blocus des villes et villages palestiniens.
Le 21 janvier 2002, Israël demande au Patriarcat grec orthodoxe de prendre des mesures punitives contre l'archimandrite Atallah Hanna, pour avoir critiqué la politique israélienne dans le territoire palestinien occupé.
En mars 2002, le patriarcat grec orthodoxe de Jérusalem publie une déclaration exprimant « la dénonciation et la condamnation de l'arrestation par Israël de l'archimandrite Dr Atallah Hanna au pont du roi Hussein entre la Jordanie et la Cisjordanie à son retour de Beyrouth, pendant cinq heures de façon raciste et provocatrice ». Le patriarcat exprime également ses regrets face à la demande du gouvernement israélien que Théodose soit limogé de son poste de porte-parole de l'église, considérant cette mesure comme « une grave violation de sa souveraineté dans la gestion de ses affaires ».
En juillet 2002, deux ans après le début de la deuxième Intifada, le patriarche grec-orthodoxe de Jérusalem Irénée I accuse Théodosios de « soutenir le terrorisme palestinien », après avoir refusé de signer un document condamnant les opérations palestiniennes et l'avoir renvoyé de son poste de porte-parole. La communauté arabe orthodoxe a répondu en publiant une déclaration urgente appelant le ministère grec des Affaires étrangères à intervenir, soulignant que Théodose resterait le porte-parole de l'église avec ou sans l'acceptation grecque. Les personnalités arabes orthodoxes ont exhorté les communautés chrétiennes arabes orthodoxes de Palestine et de Jordanie à boycotter le patriarche grec, et le comité de défense du père Théodose Atallah Hannaest formé pour se mobiliser en son nom.

#### Jour de l'arrestation
Le 22 août 2002, Théodose est arrêté devant son domicile dans la vieille ville de Jérusalem par la police aux frontières israélienne sur ordre du procureur général Elyakim Rubinstein. Il est conduit au commissariat du Russian Compound où il est inculpé de « soupçons de relations avec des organisations terroristes », d'« entrée illégale dans un pays ennemi » (c'est-à-dire Syrie et Liban ) et « incitation à la rébellion ». Des médias sont présents sur les lieux de son interrogatoire qui a duré cinq heures. Théodose explique qu'il se rend régulièrement en Syrie et au Liban pour assister à des conférences et dialogues religieux et interreligieux en utilisant son passeport du Vatican. La police israélienne confisque les passeports israéliens et ceux délivrés par le Vatican à Théodose.

#### La réponse de Théodose à l'arrestation
À sa libération, Théodose affirme que son arrestation était injustifiée car « il n'avait fait qu'exprimer son opposition à l'occupation militaire par Israël des zones revendiquées par les Palestiniens ». Dans une interview accordée à The Palestine Chronicle en septembre 2002, Théodose déclare que son arrestation marquait « la première fois qu'un responsable religieux chrétien est arrêté d'une manière aussi inhumaine et inacceptable, dépourvue de toute éthique humaine et sans aucun préalable ».

Partageant son point de vue sur les motifs de son arrestation, il explique que :
Au cours des trois derniers mois, une vaste campagne de diffamation a été lancée contre moi dans un certain nombre de journaux israéliens, m'accusant de soutenir le terrorisme et la violence et de tolérer les attentats-suicides. J'ai la ferme conviction que la calomnie, l'agression et l'arrestation font partie d'une chaîne d'accusations destinées à me transmettre un message, ainsi qu'au reste des chefs religieux chrétiens et musulmans. L'autorité israélienne a lancé une campagne visant à faire taire toutes ces voix nationalistes à Jérusalem et prétendant que ces voix soutiennent le terrorisme, la violence, etc. Je crois que la seule partie concernée est l'autorité israélienne. Dans mon cas, il pourrait y avoir des éléments impliqués au sein de l'Église elle-même, et c'est quelque chose que je ne peux pas ignorer, surtout qu'il y a ceux qui ne partagent pas ma position sur les questions relatives au conflit palestino-israélien.
Théodose a en outre déclaré que:
Je crois que le fait de m'évincer de mon poste de porte-parole officiel de l'Église et les autres mesures prises sont étroitement liés à la pression et au chantage exercés surtout que le Patriarche m'a confirmé il y a des mois que je suis visé et qu'Israël a exigé qu'il m'a évincé de mon poste. C'est ce qui s'est réellement passé plus tard sur la base de la volonté israélienne d'occulter la dimension chrétienne de la question palestinienne. Israël tente de présenter ce conflit comme un conflit religieux judéo-musulman, et il tente également de neutraliser la position chrétienne, et par conséquent il est irrité par les voix chrétiennes croissantes qui s'élèvent sur la question palestinienne. Nous avons toujours affirmé que l'Église en Palestine est là pour servir tous les Palestiniens car c'est une Église pour le peuple. C'est aussi une église qui est profondément enracinée dans cette terre et les chrétiens et musulmans arabes palestiniens qui y vivent. Nous avons toujours affirmé notre résistance à la pression israélienne, et nous pensons que dans le cas de l'arrestation elle-même, Israël a transgressé toutes les frontières.
Répondant à l'accusation de visiter des "États ennemis", Théodose a expliqué que :
Quant au cas de la visite en Syrie considérée par Israël comme un pays ennemi, nous disons que nous ne sommes pas liés par la position israélienne. Le nombre de personnes appartenant à l'Église orthodoxe grecque en Syrie dépasse le million et le nombre au Liban dépasse le demi-million. Israël n'a pas le droit de nous empêcher de visiter la Syrie et le Liban sous prétexte que ce sont des pays ennemis, surtout que nous entretenons des liens spirituels et nationalistes avec ces pays. Lorsque nous visitons ces pays, nous rencontrons tous les responsables politiques et religieux sans aucune exception. Nous sommes ouverts à tous. Israël n'a pas le droit de prétendre que nous entretenons des relations avec des organisations terroristes parce que ce qu'Israël appelle des terroristes peut être pour nous des nationalistes, des combattants de la liberté. Nous refusons d'accepter les termes dictés par Israël ; par conséquent, ce qu'Israël condamne ou ce qu'il élève n'est peut-être pas nécessairement tel pour nous.

#### Plaidoyer juridique pour récupérer les passeports
Le 28 octobre 2002, Adalah, le Centre juridique pour les droits des minorités arabes en Israël, envoie une lettre au bureau du procureur général au nom de Théodose exigeant qu'ils interviennent pour restituer les passeports israélien et ceux du Vatican qui avaient été confisqués à Theodosios par la police israélienne. Adalah note que quelques semaines plus tôt, la police avait sommé Théodose de récupérer ses passeports à la condition qu'il signe « une déclaration promettant de ne pas inciter contre l'État ou de faire des déclarations en faveur d'actions ou d'organisations terroristes ; de ne pas se rendre dans des États hostiles à Israël sans l'autorisation du ministère de l'Intérieur ; et de ne pas contacter les États ennemis (tels que définis par la loi israélienne) ou les organisations terroristes ». Théodose refuse et la police refuse de rendre ses passeports. Adalah fait valoir que la décision de la police de retenir les passeports de Theodosios n'avait aucun fondement dans aucune loi et ne servait aucun objectif légitime, et que le document qu'on lui avait demandé de signer n'avait également aucune base légale et violait les lois nationales israéliennes sur l'égalité. Le 28 octobre 2002, le procureur général envoie une lettre au conseiller juridique de la police lui demandant de répondre d'urgence à la lettre d'Adalah.
En février 2005, les deux passeports appartenant à l'archimandrite Théodose n'ont pas encore été restitués.

### Activisme contre les ventes de biens ecclésiastiques à Jérusalem
En 2005, l'archimandrite Théodose est actif dans le mouvement visant à détrôner le patriarche Irénée Ier de Jérusalem à la suite d'allégations selon lesquelles des terres appartenant à l'Église grecque orthodoxe avaient été vendues à des organisations juives sionistes,. Après l'élection du nouveau patriarche Théophile III de Jérusalem en 2005, l'archimandrite Théodose Hanna a été nommé et ordonné archevêque de Sebastée.